# Райхсмарка
Райхсмарка (нім. Reichsmarkⓘ) — офіційна грошова одиниця Німецького Райху та Союзних окупаційних зон в Німеччині протягом 1924–1948 років. 1 райхсмарка складається зі 100 райхспфеннігів (нім. Reichspfennig). Випускалася в банкнотах і монетах. Запроваджена 30 серпня 1924 року, через рік після введення номінально рівноцінної рентної марки (нім. Rentenmark), на заміну знецінених паперових марок (нім. Papiermark).
Райхсмарка, рентна марка і марка Союзного військового командування були вилучені з обігу на території Західної Німеччини й замінені німецькою маркою, випущеною Банком німецьких земель, у період з 21 червня до кінця серпня 1948 р.
У радянській зоні окупації райхсмарка, рентна марка і марка Союзного військового командування замінювалася на німецькі марки, випущені Німецьким емісійним банком у ході реформи, розпочатої 23 червня 1948 / 24 липня 1948 рр.

## Історія

### Передумови появи райхсмарки
| Дата       | DEP/USD         |
| ---------- | --------------- |
| 01.01.1920 | 50 М            |
| 01.01.1921 | 75 М            |
| 01.01.1922 | 190 М           |
| 01.07.1922 | 400 М           |
| 01.08.1922 | 1 000 М         |
| 01.12.1922 | 7 000 М         |
| 01.01.1923 | 9 000 М         |
| 01.06.1923 | 100 000 М       |
| 01.09.1923 | 10 000 000 М    |
| 10.10.1923 | 10 000 000 М    |
| 25.10.1923 | 1 000 000 М     |
| 15.11.1923 | 4 200 000 000 М |

У 1921—1923 роках Німеччину охопила глибока економічна криза: середній рівень інфляції щоденно становив близько 25 %. Ціни в магазинах змінювалися кілька разів на день: за кожні 49 годин вартість товарів зростала вдвічі, відповідно за місяць купівельна спроможність скорочувалася у тисячу разів. У 1923 році гіперінфляція в країні дійшла свого апогею та становила 3,25·106 відсотків (3,25 млн.%) в місяць. Нові банкноти паперової марки, яка на той час в Німецькому Рейху на ряду з золотою маркою (нім. Goldmark) були єдиними законними платіжними засобами, друкувалися не рідше 2 разів на тиждень все більшого номіналу та для економії — з однієї сторони. Крім того використовувалася практика передрукування нового номіналу на знецінених банкнотах. Найбільшою купюрою стала банкнота 100 000 000 000 000 паперової марки (нім. Einhundert Billionen Mark). У короткі терміни люди втратили свої заощадження: якщо на початку кризи серед платоспроможного населення різко зріс купівельний ажіотаж на товари, то в кінці це призвело до масової зупинки виробничих потужностей підприємств, повсюдного використання серед населення бартеру побутових речей і неофіційних сурогатних грошей (Нотгельд).
З метою стабілізації економічної ситуації в країні та припинення падіння офіційної валюти, 15 листопада 1923 року проведено грошову реформу та введено в обіг тимчасову грошову одиницю — рентну марку, 4,20 котрої дорівнювали одному долару США. 1924 року проведено чергову грошову реформу: прийнятий «Закон про карбування монет» від 30 серпня та остаточно введено постійну грошову одиницю — райхсмарку, теоретично еквівалентну 1/2790 кг чистого золота. Натомість паперова марка була вилучена з обігу в лютому 1924 року по курсу 1012 одиниць за одну райхсмарку або рентну марку.
Художньо, правдиво і цікаво гіперінфляція у веймарському Німецькому Рейху описана в романі Е. М. Ремарка «Чорний обеліск».

### Вилучення райхсмарки з обігу
Після поразки нацистського Німецького Рейху у Другій світовій війні на його території, де райхсмарка колись була основним законним платіжним засобом, виникло кілька держав і державних утворень. Так, тільки з населених переважно німецькомовним населенням держав на політичній карті Європи з'явилися Саар, ФРН, НДР (включаючи Східний Берлін), Західний Берлін та Австрія. Враховуючи відмінність новостворених державних інститутів у кожній з них, в різних областях колишнього Рейху одні й ті ж банкнотні та монетні типи втратили статус законного платіжного засобу в різний час. Крім зазначених держав, частина територій Німецького Рейху відійшла до інших держав зі своєю національною валютою, відмінною від німецької. Так, у Польщі райхсмарки офіційно втратили статус законного платіжного засобу 28 лютого 1945 року і підлягали обміну за курсом 2 райхсмарки за 1 польський злотий.

## Види райхсмарок

### Окупаційна райхсмарка (1940—1945)
Див. докладніше Окупаційна рейхсмарка
Керівництвом Третього Рейху перед початком війни була розроблена програма з постачання військових на захоплених територіях. Вона передбачала створення імперських кредитних кас, які б володіли правом емісії власних грошових знаків. На них покладалося завдання випуску грошей, які б циркулювали на окупованих територіях разом з національними валютами. 3 травня 1940 р. було ухвалено закон про заснування імперських кредитних кас, що знаходилися в підпорядкуванні Райхсбанку, де для керівництва ними було створено Головне управління імперських кредитних кас. 15 травня 1940 р. закон доповнило урядове розпорядження. Імперські кредитні каси почали випуск окупаційних марок, які були обов'язкові до прийому в окупованих країнах, але при цьому не були законним платіжним засобом в самій Німеччині.
Головним управлінням керувала адміністративна рада, у складі представників міністерства господарства, міністерства фінансів, верховного командування збройних сил та ін. Головою її був директор Райхсбанку. До компетенції ради входило управління кредитно-грошовими системами окупованих територій і ведення переговорів з емісійними банками окупованих і союзних країн.
Кредитні каси було відкрито в Польщі, Бельґії, Нідерландах, Юґославії, Люксембургу, Франції та в інших окупованих країнах. Наприкінці 1942 р. у країнах Європи налічувалося 52 каси: 11 — у Франції, 5 — у Бельґії, 1 — в Нідерландах, 1 — у Польщі, 2 — в Юґославії, 2 — у Греції, 30 — на окупованій території СРСР. На Головне управління імперських кредитних кас було покладено випуск та постачання білетами в окупаційних райхсмарках єдиного зразка всіх кредитних кас, організованих на територіях окупованих країн. Випускалися білети номіналом від 50 райхспфенніґів до 50 райхсмарок, а також монети в 5 і 10 райхспфенніґів. Було оголошено про гарантоване забезпечення білетів позичкових кас. Таким забезпеченням служили чеки, векселі, валюта Рейху та іноземна, казначейські зобов'язання, а також товарні та цінні папери, під які каси могли видавати позики й які знаходилися в портфелі кредитних кас. Реально далі забезпечення військових марок фіктивними зобов'язаннями казначейства справа не дійшла. Військові марки кредитних кас були законним платіжним засобом на території всіх окупованих країн або обмінювалися в місцевих банках та відділеннях кредитних кас на внутрішню валюту за фіксованим курсом.
У більшості окупованих країн за національною валютою було збережено платіжну силу. Курс військової марки стосовно місцевої валюти завжди встановлювався окупантами на рівні, що значно перевищував паритет купівельної сили. Офіційний курс військової марки у грудні 1941 р. становив: 20 французьких франків = 2,50 бельгійського франка = 1,67 норвезької крони = 0,75 нідерландського ґульдена = 2 данських крони = 20 сербських динарів = 60 грецьких драхм. Фактично білети імперських кредитних кас у певному сенсі стали міжнародною валютою.
Купівельна сила окупаційної райхсмарки як на ринку, контрольованому окупантами, так і на чорному ринку була різною залежно від місцевих умов. У Франції, наприклад, вона була вищою, ніж у Бельгії, в Бельгії вище, ніж в Югославії. Як правило, знецінення військової валюти збільшувалася в напрямку із заходу на схід, що пояснювалося стосовно до кожної країни відмінністю в ступені і методах пограбування окупованих країн, у розмірах емісії місцевих та військових грошей.
Різка відмінність купівельної сили військової марки в окремих окупованих країнах викликала жваву спекуляцію. Операціями з окупаційними марками займалися військовослужбовці вермахту, чиновники окупаційної влади, торговці, французькі партизани, британська розвідка та ін. Оскільки спекуляція військовими марками підривала моральний стан армії й посилювала корупцію в адміністративних органах, німецький уряд 9 листопада 1942 р. видав розпорядження про покарання за привласнення, передачу як винагороду і незаконний вивіз військових грошей з однієї країни в іншу. Поступово, у міру створення місцевих емісійних систем, випуск військових марок припинявся, німецька військова влада переходила до фінансування своїх витрат за рахунок місцевої валюти, отриманої нею, в основному, під виглядом відшкодування окупаційних витрат. Вилучення окупаційних марок не оформлялося законодавчими актами і відбувалося без широкого розголосу.
Окупаційні марки вилучалися з обігу шляхом обміну на національні валюти по примусовому курсі. У Франції, Бельгії та Нідерландах кошти, витрачені емісійними банками на викуп окупаційних марок, були включені в «вартість окупації», а в Данії і Норвегії — в «кредит», наданий емісійними банками уряду Німеччини. Вилучення відбувалося без широкого розголосу. Іноді виникали ускладнення, так, в Бельгії був встановлений занадто короткий термін обміну, в результаті чого окупаційна райхсмарка сильно знецінилася відносно бельгійському франку. Це призвело до посилення спекуляції та вивезення марок у Францію, де зберігався вільний розмін. Як результат, владі Бельгії довелося видати розпорядження про безперешкодний обмін марок на бельгійський франк протягом усього періоду війни. Окупаційна марка навіть у тих країнах, де їх випуск був припинений, залишалася законним платіжним засобом на тривалий час.
Точної інформації про емісію військових марок немає. За даними зведеного балансу імперських кредитних кас, до кінця 1943 р. емісія склала 7122 млн окупаційних марок. Відомостей про суму емісії після 1 січня 1944 р. — немає.
Крім окупаційної райхсмарки в маріонеткових державних утвореннях були введені власні грошові одиниці: в Райхспротектораті Богемії і Моравії — крона Богемії і Моравії, в Генерал-губернаторстві — злотий Емісійного банку в Польщі, які випускалися здебільшого у вигляді банкнот та їх похідні відповідно — гроши і гелери, які випускалися у вигляді монет.

### Платіжні засоби забезпечення німецьких збройних сил
У 1940—1945 рр. випускалися «платіжні засоби забезпечення німецьких збройних сил» (Behelfszahlungsmittel für die Deutsche Wehrmacht), що призначалися для військовослужбовців, постачання товарами по лінії інтендантських та інших тилових служб. Випускалися купюри номіналом в 1, 5, 10, 50 райхспфенніґів, 1 і 2 райхсмарки [2].
На початку 1945 р. Головне управління державних кредитних кас розпочало випуск «розрахункових знаків німецьких збройних сил» (Verrechnungsschein für die Deutsche Wehrmacht) для військовослужбовців при виїзді (транзиті) за кордон. На них повинні були обмінюватися німецькі й окупаційні райхсмарки. Прибуваючи до місця служби за кордонами Рейху, військовослужбовці обмінювали ці розрахункові знаки на окупаційні чи місцеві грошові знаки, що ходили на даній території. Інші операції з цими розрахунковими знаками були заборонені. Випускалися купюри номіналом в 1, 5, 10 і 50 райхсмарок [3].

### Спеціальні випуски для таборів військовополонених
У 1940—1945 рр. випускалися спеціальні грошові знаки для використання в таборах військовополонених (Kriegsgefangenen — Lagergeld) — купюрами в 1, 10, 50 райхспфенніґів, 1, 2, 5, 10 райхсмарок.

### Інші грошові знаки та цінні папери
Крім зазначених номіналів, в державі до оплати продовжували приймати наступні монети, карбування яких було вже припинено:
- Монети рентних пфенігів;
- Срібні монети в 1 (до 01.04.1937), 2 (до 01.01.1940), 3 (до 01.10.1934) та 5 (до 01.04.1937) марок.
- Монети в 1 і 2 пфеніга Німецького Рейху (до 01.03.1942), які були ідентичні за складом, діаметром і вазі аналогічним монетам райхспфенніґів ранньої серії.
- Золоті монети в 10 і 20 марок випусків 1871—1915 років, хоч і не використовувалися в обороті через перевищення вартості дорогоцінного металу, який містився в них по відношенню до номінальної купівельної спроможності, однак офіційно вони були демонетизовані лише в 1938 році.
- Векселі «МЕФО» (MEFO, нім. Metallurgische Forschungsgesellschaft, mbH), які випускались нацистським урядом з метою фінансування озброєнь. Це відбувалося в ситуації відсутності в країні фінансових резервів. Векселі «МЕФО» були гарантовані державою, приймалися всіма німецькими банками і враховувалися потім Райхсбанком для друкування нічим не забезпечених банкнот. Векселі «МЕФО» були призначені виключно для переозброєння економіки Німеччини і не відбивалися ні в бюлетенях Національного банку, ні в державному бюджеті, що дозволяло зберігати в секреті масштаби переозброєння. Формально векселі видавалися створеною Шахтом компанією МЕФО, котра насправді не вела ніякої діяльності, і була просто фінансовим механізмом нацистів.

## Банкноти
| Серія 1924 року (Веймарська республіка)                              |                      |          |                                                                                                |  |                  |                  |
| 10 RM                                                                | 11 жовтня 1924 року  | 150 x 75 | Портрет Дериха Борна — картина Ганса Гольбейна молодшого                                       |  |                  |                  |
| 20 RM                                                                | 11 жовтня 1924 року  | 160 x 80 | Портрет жінки з півдня Німеччини — картина Ганса Гольбейна молодшого                           |  |                  |                  |
| 50 RM                                                                | 11 жовтня 1924 року  | 170 x 85 | Портрет молодого чоловіка — картина Ганса Гольбейна молодшого                                  |  |                  |                  |
| 100 RM                                                               | 11 жовтня 1924 року  | 180 x 90 | Портрет англійської леді — картина Ганса Гольбейна молодшого                                   |  |                  |                  |
| 1000 RM                                                              | 11 жовтня 1924 року  | 185 x 90 | Портрет патриція Ведича з Кельна — картина Ганса Гольбейна молодшого                           |  |                  |                  |
| Серія 1929—1936 років (Веймарська республіка, Третій Рейх)           |                      |          |                                                                                                |  |                  |                  |
| 10 RM                                                                | 22 січня 1929 року   | 150 x 75 | Дизайнер — Paul Scheurich. Портрет Альбрехта Даніеля Теєр — малюнок невідомого художника.      |  |                  |                  |
| 20 RM                                                                | 22 січня 1929 року   | 160 x 80 | Дизайнер — Paul Scheurich. Фотопортрет Вернера фон Сіменса — знімок невідомого фотографа.      |  |                  |                  |
| 50 RM                                                                | 30 березня 1933 року | 170 x 85 | Дизайнер — Paul Scheurich. Фотопортрет Давида Ганземана — знімок невідомого фотографа.         |  |                  |                  |
| 100 RM                                                               | 24 червня 1935 року  | 180 x 90 | Дизайнер — Paul Scheurich. Портрет Юстуса фон Лібіха — картина Вильгельма Траутшольда          |  |                  |                  |
| 1000 RM                                                              | 22 лютого 1936 року  | 185 x 90 | Дизайнер — Paul Scheurich. Портрет Карла Фрідріха Шинкеля — малюнок Франца Крюгера.            |  |                  |                  |
| Серія 1939—1942 років (Третій Рейх)                                  |                      |          |                                                                                                |  |                  |                  |
| 5 RM                                                                 | 1 серпня 1942 року   | 130 x 70 | Дизайнери — Josef Seger та Walter Riemer. Портрет молодого німця / Брауншвейгский собор та лев |  | [[Файл:\|180px]] | [[Файл:\|180px]] |
| 20 RM                                                                | 16 червня 1939 року  | 160 x 80 | Дизайнери — Josef Seger, Rudolf Junk та Walter Riemer. Портрет молодої жінки.                  |  | [[Файл:\|180px]] | [[Файл:\|180px]] |
| Серія банкнот 1938—1945 років для окупованих територій (Третій Рейх) |                      |          |                                                                                                |  |                  |                  |
| 50 Rpf                                                               | 1938—1945            |          |                                                                                                |  |                  |                  |
| 1 RM                                                                 | 1938—1945            |          |                                                                                                |  |                  |                  |
| 2 RM                                                                 | 1938—1945            |          |                                                                                                |  |                  |                  |
| 5 RM                                                                 | 1938—1945            | 124 x 71 |                                                                                                |  |                  |                  |
| 20 RM                                                                | 1938—1945            | 155 x 80 | «Портрет невідомого архітектора» — малюнок Альбрехта Дюрера, 1506 рік / Бранденбурзькі ворота  |  |                  |                  |
| 50 RM                                                                | 1938—1945            |          | «Замок у Мальборку»                                                                            |  |                  |                  |

## Монети
| Монети | Монети                                                                | Монети | Монети               | Монети | Монети                            | Монети                | Монети      | Монети      | Монети                                                                                | Монети | Монети | Монети | Монети                                             |
| Номінал | Рік випуску                                                           | Монетний двір | Тираж, одн.          | Демонетизація | Матеріал                          | Вага, г               | Діаметр, мм | Товщина, мм | Рельєф гурту                                                                          | Елементи реверсу | Елементи аверсу |        | Зображення реверса та аверсу                       |
| --- | --------------------------------------------------------------------- | --- | -------------------- | --- | --------------------------------- | --------------------- | ----------- | ----------- | ------------------------------------------------------------------------------------- | --- | --- | ------ | -------------------------------------------------- |
| Монети зразка 1924—1936 років (Веймарська республіка)                                                                                            |                                                                       | |                      | |                                   |                       |             |             |                                                                                       | | |        |                                                    |
| 1 Rpf | 1924—1925 та 1927—1936                                                | 1924—1925 та 1934—1936 A, D, E, F, G, J; 1927 та 1929—1931 A, D, E, F, G; 1928 A, D, F, G; 1932 A; 1933 A, E, F                    | не менше 290 302 167 | 01.03.1942 | 0,950 Cu, 0,04 Sn та 0,01 Zn      | 2,0                   | 17,5        | 1,1         | гладкий                                                                               | Номінал, внутрішнє кільце, напис «Deutsches Reich» (Німецька держава)                                                                           | Сніп пшениці, рік випуску, знак монетного двору |        |                                                    |
| 2 Rpf | 1923—1925 та 1936                                                     | 1923 F; 1924 A, D, E, F, G, J; 1925 A, D, E, F, G; 1936 A, D, E, F                                                                 | не менше 13 417 795  | 01.03.1942 | 0,950 Cu, 0,04 Sn та 0,01 Zn      | 3,3                   | 20,0        | 1,5         | гладкий                                                                               | Номінал, внутрішнє кільце, напис «Deutsches Reich»                                                                                              | Сніп пшениці, рік випуску, знак монетного двору |        |                                                    |
| 4 Rpf | 1932                                                                  | A, D, E, F, G, J |                      | 01.10.1933 | 0,950 Cu, 0,04 Sn та 0,01 Zn      | 5,0                   | 24,0        | 1,5         | гладкий                                                                               | Номінал, внутрішнє кільце, напис «Deutsches Reich», рік випуску                                                                                 | Орел, знак монетного двору |        |                                                    |
| 5 Rpf | 1924—1926, 1930 та 1935—1936                                          | 1924—1925 та 1935—1936 A, D, E, F, G, J; 1926 A, E, F; 1930 A                                                                      | не менше 98 362 342  | Саар — 15.01.1948, ФРГ — 01.09.1948, Західний Берлін — 20.03.1949, ГДР — 03.04.1949 та Австрія — 01.10.1950       | 0,915 Cu та 0,085 Al              | 2,5                   | 18,0        | 1,4         | рубчастий (84 рубчика)                                                                | Номінал, внутрішній чотиригранник, дубовий орнамент, напис «Deutsches Reich»                                                                    | Піраміда з колосків пшениці, знак монетного двору, рік випуску                                                                                               |        |                                                    |
| 10 Rpf | 1924—1926 та 1928—1936                                                | 1924—1925, 1929—1930 та 1935—1936 A, D, E, F, G, J; 1926 та 1928 A, G; 1931 A, D, F, G; 1932 та 1934 A, D, E, F, G; 1933 A, G, J   | не менше 124 628 693 | Саар — 15.01.1948, ФРГ — 1.09.1949, Західний Берлін — 20.03.1949, ГДР — 03.04.1949 та Австрія — 01.02.1949        | 0,915 Cu та 0,085 Al              | 4,0                   | 21,0        | 1,5         | рубчастий (90 рубчиків)                                                               | Номінал, внутрішній чотиригранник, дубовий орнамент, напис «Deutsches Reich»                                                                    | Піраміда з колосків пшениці, знак монетного двору, рік випуску                                                                                               |        |                                                    |
| 50 Rpf | 1924—1925                                                             | 1924 A, G; 1924—1925 E, F |                      | 01.08.1940 | 0,915 Cu та 0,085 Al              | 5,0                   | 24,0        | 1,8         | рубчастий (72 рубчика)                                                                | Номінал, внутрішній чотиригранник, дубовий орнамент, напис «Deutsches Reich»                                                                    | Піраміда з колосків пшениці, знак монетного двору, рік випуску                                                                                               |        |                                                    |
| 50 Rpf | 1927—1933 та 1935—1938                                                | 1927—1928, 1930, 1935—1936 A, D, E, F, G, J; 1929 A, D, F; 1931 A, D, F, G, J; 1932 E, G; 1933 G, J; 1937 A, D, F, J; 1938 E, G, J | не менше 46 469 708  | 01.08.1940 | Ni                                | 3,5                   | 20,0        | 1,5         | рубчастий (126 рубчиків)                                                              | Номінал, сонце, дубовий орнамент, знак монетного двору                                                                                          | Орел, внутрішнє кільце, дубовий орнамент, напис «Deutsches Reich», рік випуску                                                                               |        |                                                    |
| 1 RM | 1925—1927                                                             | 1925—1926 A, D, E, F, G, J; 1927 A, F, J                                                                                           |                      | 26.08.1941 | 0,5 Ag та 0,5 Cu                  | 5,0                   | 23,0        | 1,7         | карбований, арабески                                                                  | Номінал, дубовий орнамент, знак монетного двору                                                                                                 | Орел, напис «Deutsches Reich», рік випуску |        |                                                    |
| 2 RM | 1925—1927 та 1931                                                     | 1925—1926 A, D, E, F, G, J; 1927 A, D, E, F, J; 1931 D, E, F, G, J                                                                 |                      | 26.08.1941 | 0,5 Ag та 0,5 Cu                  | 10,0                  | 26,0        | 2,2         | рубчастий                                                                             | Номінал, дубовий орнамент, знак монетного двору                                                                                                 | Орел, напис «Deutsches Reich», рік випуску |        |                                                    |
| 3 RM | 1931—1933                                                             | 1931 A, D, E, F, G, J; 1932 A, D, F, G, J; 1933 G                                                                                  |                      | 26.08.1941 | 0,5 Ag та 0,5 Cu                  | 15,0                  | 30,0        | 2,5         | карбований, напис «Einigkeit und Recht und Freiheit»                                  | Номінал, дубовий орнамент, знак монетного двору                                                                                                 | Орел, напис «Deutsches Reich», рік випуску |        |                                                    |
| 5 RM | 1927—1933                                                             | 1927—1932 A, D, E, F, G, J; 1933 J                                                                                                 |                      | 26.08.1941 | 0,5 Ag та 0,5 Cu                  | 25,0                  | 36,0        | 3,1         | рубчастий                                                                             | Дуб, внутрішнє кільце, напис «Einigkeit und Recht und Freiheit», знак монетного двору, рік випуску                                              | Орел, внутрішнє кільце, номінал, напис «Deutsches Reich» |        |                                                    |
| Монети зразка 1936—1940 років (Третій Рейх перед Другою світовою війною)                                                                         |                                                                       | |                      | |                                   |                       |             |             |                                                                                       | | |        |                                                    |
| 1 Rpf | 1936—1940                                                             | 1936 A, E, F, G, J; 1937 A, D, E, F, G, J; 1938—1939 A, B, D, E, F, G, J; 1940 A, F G, J                                           | 489 074 357          | 01.03.1942 | 0,950 Cu, 0,04 Sn та 0,01 Zn      | 2,0                   | 17,5        | 1,2         | гладкий                                                                               | Номінал, дубовий орнамент, знак монетного двору                                                                                                 | Орел, дубовий вінок, свастика, напис «Deutsches Reich», рік випуску                                                                                          |        |                                                    |
| 2 Rpf | 1936—1940                                                             | 1936 A, D, F; 1937 A, D, E, F, G, J; 1938—1939 A, B, D, E, F, G, J; 1940 A, D, E, G, J                                             | 230 343 198          | 01.03.1942 | 0,950 Cu, 0,04 Sn та 0,01 Zn      | 3,3                   | 20,0        | 1,5         | гладкий                                                                               | Номінал, дубовий орнамент, знак монетного двору                                                                                                 | Орел, дубовий вінок, свастика, напис «Deutsches Reich», рік випуску                                                                                          |        |                                                    |
| 5 Rpf | 1936—1939                                                             | 1936 A, D, G; 1937 A, D, E, F, G, J; 1938—1939 A, B, D, E, F, G, J                                                                 | 233 756 944          | Саар — 15.01.1948, ФРГ — 01.09.1948, Західний Берлін — 20.03.1949, ГДР — 03.04.1949 та Австрія — 01.10.1950       | 0,915 Cu та 0,085 Al              | 2,5                   | 18,0        | 1,5         | рубчастий (84 рубчика)                                                                | Номінал, дубовий орнамент, знак монетного двору                                                                                                 | Орел, дубовий вінок, свастика, напис «Deutsches Reich», рік випуску                                                                                          |        |                                                    |
| 10 Rpf | 1936—1939                                                             | 1936 A, E, G; 1937 A, D, E, F, G, J; 1938—1939 A, B, D, E, F, G, J                                                                 | 280 758 191          | Саар — 15.01.1948, ФРГ — 01.09.1949, Західний Берлін — 20.03.1949, ГДР — 03.04.1949 та Австрія — 01.02.1949       | 0,915 Cu та 0,085 Al              | 4,0                   | 21,0        | 1,8         | рубчастий (90 рубчиків)                                                               | Номінал, дубовий орнамент, знак монетного двору                                                                                                 | Орел, дубовий вінок, свастика, напис «Deutsches Reich», рік випуску                                                                                          |        |                                                    |
| 50 Rpf | 1935                                                                  | A, D, E, F, G, J | 140 057 594          | Саар — 15.01.1948, ФРГ — 01.09.1949, Західний Берлін — 14.10.1948, ГДР — 01.11.1948 та Австрія — 24.12.1947       | Al                                | 1,3                   | 22,5        | 1,8         | рубчастий (72 рубчика)                                                                | Номінал, дубовий орнамент, знак монетного двору                                                                                                 | Орел, напис «Deutsches Reich», рік випуску |        |                                                    |
| 50 Rpf | 1938—1939                                                             | 1938—1939 A, B, D, E, F, G, J | 40 200 331           | 01.08.1940 | Ni                                | 3,5                   | 20,0        | 1,5         | рубчастий (126 рубчиків)                                                              | Номінал, внутрішнє кільце, дубовий орнамент | Орел, дубовий вінок, свастика, внутрішнє кільце, напис «Deutsches Reich», знак монетного двору                                                               |        |                                                    |
| 1 RM | 1933—1939                                                             | 1933—1934 A, D, E, F, G , J; 1935 A, J; 1936—1939 A, E, F, G, J; 1936—1937 D; 1939 B, D                                            | 436 394 269          | 01.03.1940 | Ni                                | 4,8                   | 23,0        | 1,7         | карбований, арабески ~*~ ~+~                                                          | Номінал, дубовий орнамент, напис «Deutsches Reich», рік випуску                                                                                 | Орел, дубовий орнамент, напис «Demeinnuts vor Eigennutz», знак монетного двору                                                                               |        |                                                    |
| Монети зразка 1940—1945 років (Третій Рейх у Другій світовій війні)                                                                              |                                                                       | |                      | |                                   |                       |             |             |                                                                                       | | |        |                                                    |
| 1 Rpf | 1940—1945                                                             | 1940—1943 A, B, D, E, F, G, J; 1944 A, B, D, E, F, G; 1945 A, E                                                                    | 3 319 554 019        | Саар — 15.01.1948, ФРГ — 01.09.1948, Західний Берлін — 20.03.1949, ГДР — 01.04.1950 та Австрія — до введення євро | Zn                                | 1,8                   | 17,0        | 1,3         | гладкий                                                                               | Номінал, дубовий орнамент, знак монетного двору                                                                                                 | Орел, дубовий вінок, свастика, напис «Deutsches Reich», рік випуску                                                                                          |        |                                                    |
| 5 Rpf | 1940—1944                                                             | 1940—1941 A, B, D, E, F, G, J; 1942—1943 A, B, D, E, F, G; 1944 A, D, E, F, G                                                      | 1 310 131 857        | Саар — 15.01.1948, ФРГ — 01.09.1948, Західний Берлін — 20.03.1949, ГДР — 03.04.1949 та Австрія — 01.10.1950       | Zn                                | 2,5                   | 19,0        | 1,7         | рубчастий (60 рубчиків)                                                               | Номінал, дубовий орнамент, знак монетного двору                                                                                                 | Орел, дубовий вінок, свастика, напис «Deutsches Reich», рік випуску                                                                                          |        |                                                    |
| 10 Rpf | 1940—1945                                                             | 1940—1943 A, B, D, E, F, G, J; 1944 A, B, D, E, F, G; 1945 A, E                                                                    | 1 793 096 980        | Саар — 15.01.1948, ФРГ — 01.09.1949, Західний Берлін — 20.03.1949, ГДР — 03.04.1949 та Австрія — 01.02.1949       | Zn                                | 3,5                   | 21,0        | 1,8         | гладкий                                                                               | Номінал, дубовий орнамент, знак монетного двору                                                                                                 | Орел, дубовий вінок, свастика, напис «Deutsches Reich», рік випуску                                                                                          |        |                                                    |
| 50 Rpf | 1939—1944                                                             | 1939—1941 A, B, D, E, F, G, J; 1942 A, B, D, E, F, G; 1943 A, B, D, G, J; 1944 B, D, F, G                                          | 275 499 468          | Саар — 15.01.1948, ФРГ — 01.09.1949, Західний Берлін — 14.10.1948, ГДР — 01.11.1948 та Австрія — 24.12.1947       | Al                                | 1,3                   | 22,5        | 1,5         | рубчастий (72 рубчика)                                                                | Номінал, дубовий орнамент, знак монетного двору                                                                                                 | Орел, дубовий вінок, свастика, напис «Deutsches Reich», рік випуску                                                                                          |        |                                                    |
| Монети зразка 1940—1941 років діючих в окупованих Третім Рейхом країнах Європи                                                                   |                                                                       | |                      | |                                   |                       |             |             |                                                                                       | | |        |                                                    |
| 5 Rpf | 1940—1941                                                             | 1940 A, B, D, E, F, G, J; 1941 A, F                                                                                                | 39 852 624           | | Zn                                | 2,5                   | 19,1        | 1,6         | гладкий                                                                               | Отвір, дубовий орнамент, номінал, орел, знак монетного двору                                                                                    | Отвір, свастика, номінал, рік випуску |        |                                                    |
| 50 Rpf | 1940—1941                                                             | 1940 A, B, D, E, F, G, J; 1941 A, F                                                                                                | 22 669 913           | | Zn                                | 3,4                   | 21,1        | 1,8         | гладкий                                                                               | Номінал, дубовий орнамент, знак монетного двору                                                                                                 | Орел, дубовий вінок, свастика, напис «Deutsches Reich», рік випуску                                                                                          |        |                                                    |
| Монети зразка 1945—1948 років (Період окупації Німеччини військами Союзників)                                                                    |                                                                       | |                      | |                                   |                       |             |             |                                                                                       | | |        |                                                    |
| 1 Rpf | 1945—1946                                                             | 1945—1946 F; 1946 G | 6 116 791            | Саар — 15.01.1948, ФРГ — 01.09.1948, Західний Берлін — 20.03.1949 та ГДР — 01.04.1950                             | Zn                                | 1,8                   | 17,1        | 1,3         | гладкий                                                                               | Номінал, дубовий орнамент, знак монетного двору                                                                                                 | Орел, напис «Deutsches Reich», рік випуску |        |                                                    |
| 5 Rpf | 1947—1948                                                             | 1947 A, D; 1948 A, E | не менше 24 194 000  | Саар — 15.01.1948, ФРГ — 01.09.1948, Західний Берлін — 20.03.1949 та ГДР — 03.04.1949                             | Zn                                | 2,5                   | 19,1        | 1,5         | рубчастий (60 рубчиків)                                                               | Номінал, дубовий орнамент, знак монетного двору                                                                                                 | Орел, напис «Deutsches Reich», рік випуску |        |                                                    |
| 10 Rpf | 1945—1948                                                             | 1945 F; 1946 F, G; 1947 A, E; 1948 A, F                                                                                            | не менше 34 760 000  | Саар — 15.01.1948, ФРГ — 01.09.1949, Західний Берлін — 20.03.1949 та ГДР — 03.04.1949                             | Zn                                | 3,5                   | 21,1        | 1,6         | гладкий                                                                               | Номінал, дубовий орнамент, знак монетного двору                                                                                                 | Орел, напис «Deutsches Reich», рік випуску |        |                                                    |
| Ювілейні та пам'ятні монети 1925—1939 років |                                                                       | |                      | |                                   |                       |             |             |                                                                                       | | |        |                                                    |
| 3 RM | 1925 (з нагоди 1000-ліття Рейнланда)                                  | A, D, E, F, G, J | 5 580 315            | 26.08.1941 | 0,5 Ag та 0,5 Cu                  | 15,0                  | 30,0        | 2,5         | карбований, напис «Einigkeit und Recht und Freiheit»                                  | Номінал, дубовий орнамент, знак монетного двору                                                                                                 | Лицар, номінал, написи «Deutsches Reich» та «Jahrtausend Feier Der rhein lande», рік випуску                                                                 |        |                                                    |
| 5 RM | 1925 (з нагоди 1000-ліття Рейнланда)                                  | A, D, E, F, G, J |                      | 26.08.1941 | 0,5 Ag та 0,5 Cu                  | 25,0                  | 36,0        | 3,1         | карбований, напис «Einigkeit und Recht und Freiheit»                                  | Номінал, дубовий орнамент, знак монетного двору                                                                                                 | Лицар, номінал, написи «Deutsches Reich» та «Jahrtausend Feier Der rhein lande», рік випуску                                                                 |        |                                                    |
| 3 RM | 1926 (з нагоди 700-ліття визволення м. Любек)                         | A | 200 000              | 26.08.1941 | 0,5 Ag та 0,5 Cu                  | 15,0                  | 30,0        | 2,5         | карбований, напис «Einigkeit und Recht und Freiheit»                                  | Номінал, внутрішнє кільце, дубовий орнамент, напис «Deutsches Reich», знак монетного двору                                                      | Герб м. Любек, внутрішнє кільце, напис «700 Jahre Reichsfreiheit Lübeck», рік випуску                                                                        |        |                                                    |
| 3 RM | 1927 (з нагоди 100-ліття Бремерхафена)                                | A | 150 000              | 26.08.1941 | 0,5 Ag та 0,5 Cu                  | 15,0                  | 30,1        | 2,8         | карбований, напис «Navigare necesse est»                                              | Герб м. Бремерхафена, внутрішнє кільце, номінал, напис «Deutsches Reich»                                                                        | Корабель, герб м. Бремерхафена, внутрішнє кільце, напис «Hundert Jahre Bremerhaven», рік випуску, знак монетного двору                                       |        |                                                    |
| 5 RM | 1927 (з нагоди 100-ліття Бремерхафена)                                | A | 50 000               | 26.08.1941 | 0,5 Ag та 0,5 Cu                  | 25,0                  | 36,0        | 3,1         | карбований, напис «Navigare necesse est»                                              | Герб м. Бремерхафена, внутрішнє кільце, номінал, напис «Deutsches Reich»                                                                        | Корабель, герб м. Бремерхафена, внутрішнє кільце, напис «Hundert Jahre Bremerhaven», рік випуску, знак монетного двору                                       |        |                                                    |
| 3 RM | 1927 (з нагоди 1000-ліття заснування Нордхаузена)                     | A | 100 000              | 26.08.1941 | 0,5 Ag та 0,5 Cu                  | 15,0                  | 30,1        | 2,8         | карбований, напис «Einigkeit und Recht und Freiheit»                                  | Номінал, знак монетного двору, внутрішнє кільце, напис «Deutsches Reich», знак монетного двору                                                  | Королівська свита, герб Нордхаузена, рік заснування Нордхаузена, внутрішнє кільце, напис «Jahrtausendfeier der Reichsstadt Nordhausen», рік випуску          |        |                                                    |
| 3 RM | 1927 (з нагоди 450-ліття університету в Тюбінгені)                    | F | 50 000               | 26.08.1941 | 0,5 Ag та 0,5 Cu                  | 15,0                  | 30,1        | 2,8         | карбований, напис «Einigkeit und Recht und Freiheit»                                  | Орел, номінал, напис «Deutsches Reich», рік випуску                                                                                             | Еберхард V Бородатий у профіль, знак монетного двору, внутрішнє кільце, напис «450 Jahre Universitat Tubingen · Eberhard IM Bart»                            |        |                                                    |
| 5 RM | 1927 (з нагоди 450-ліття університету в Тюбінгені)                    | F | 281 568 (244 000)    | 26.08.1941 | 0,5 Ag та 0,5 Cu                  | 25,0                  | 36,0        | 3,1         | карбований, напис «Einigkeit und Recht und Freiheit»                                  | Орел, номінал, напис «Deutsches Reich», рік випуску                                                                                             | Еберхард V Бородатий у профіль, знак монетного двору, внутрішнє кільце, напис «450 Jahre Universitat Tubingen · Eberhard IM Bart»                            |        |                                                    |
| 3 RM | 1927 (з нагоди 400-ліття Університету Філіппа в Марбурзі)             | A | 130 000              | 26.08.1941 | 0,5 Ag та 0,5 Cu                  | 15,0                  | 30,1        | 2,8         | карбований, напис «Einigkeit und Recht und Freiheit»                                  | Орел, номінал, напис «Deutsches Reich» | Льви, зірки, комірки, написи «Philipps-Universität» та «Sitaet Marburg 1527-1927», знак монетного двору                                                      |        |                                                    |
| 3 RM | 1928 (400 років з дня смерті Альбрехта Дюрера)                        | D | 50 000               | 26.08.1941 | 0,5 Ag та 0,5 Cu                  | 15,0                  | 30,1        | 2,8         | карбований, напис «Ehrt eure deutschen Meister»                                       | Альбрехт Дюрер у профіль, внутрішнє кільце, напис «Gedenkjahr», рік випуску                                                                     | Орел, номінал, напис «Deutsches Reich», знак монетного двору                                                                                                 |        |                                                    |
| 3 RM | 1928 (з нагоди 900-ліття заснування Наумбурга)                        | A | 100 000              | 26.08.1941 | 0,5 Ag та 0,5 Cu                  | 15,0                  | 30,1        | 2,8         | карбований, напис «Einigkeit und Recht und Freiheit»                                  | Орел, внутрішнє кільце, номінал, напис «Deutsches Reich», знак монетного двору                                                                  | Жінка зі щитом, рік заснування Наумбурга, рік випуску, внутрішнє кільце, напис «Grvndvngsfeier Navmbvrg saale»                                               |        |                                                    |
| 3 RM | 1928 (з нагоди 1000-ліття Дінкельсбюхля)                              | D | 40 000               | 26.08.1941 | 0,5 Ag та 0,5 Cu                  | 15,0                  | 30,1        | 2,8         | карбований, напис «Einigkeit und Recht und Freiheit»                                  | Орел, номінал, напис «Deutsches Reich» | Замок (споруда), чоловік з серпом та снопом жита, герб Дінкельсбюхля, рік випуску, внутрішнє кільце, напис «Tausend Jahre Dinkelsbühl», знак монетного двору |        |                                                    |
| 3 RM | 1929 (з нагоди 200-річчя з дня народження Готхольда Ефраіма Лессінга) | A, D, E, F, G, J |                      | 26.08.1941 | 0,5 Ag та 0,5 Cu                  | 15,0                  | 30,1        | 2,8         | рубчастий                                                                             | Готхольд Ефраім Лессінг у профіль, рік його народження, рік випуску, знак монетного двору                                                       | Орел, номінал, напис «Deutsches Reich» |        |                                                    |
| 5 RM | 1929 (з нагоди 200-річчя з дня народження Готхольда Ефраіма Лессінга) | A, D, E, F, G, J |                      | 26.08.1941 | 0,5 Ag та 0,5 Cu                  | 55,0                  | 36,0        | 3,1         | рубчастий                                                                             | Готхольд Ефраім Лессінг у профіль, рік його народження, рік випуску, знак монетного двору                                                       | Орел, номінал, напис «Deutsches Reich» |        |                                                    |
| 3 RM | 1929 (з нагоди об'єднання Вальдека с Пруссією)                        | A | 170 000              | 26.08.1941 | 0,5 Ag та 0,5 Cu                  | 15,0                  | 30,1        | 2,8         | карбований, напис «Einigkeit und Recht und Freiheit»                                  | Орел, щит, дата об'єднання Вальдека с Пруссією, напис «Vereinigung Waldecks mit Preussen», знак монетного двору                                 | Орел, номінал, напис «Deutsches Reich» |        |                                                    |
| 3 RM | 1929 (з нагоди 1000-ліття Мейссена)                                   | E | 200 000              | 26.08.1941 | 0,5 Ag та 0,5 Cu                  | 15,0                  | 30,1        | 2,8         | карбований, напис «Einigkeit und Recht und Freiheit»                                  | Чоловік з державними регаліями, напис «Jahre Burg und Stadt Meissen», знак монетного двору, рік випуску                                         | Орел, внутрішнє кільце, номінал, напис «Deutsches Reich» |        |                                                    |
| 5 RM | 1929 (з нагоди 1000-ліття Мейссена)                                   | E | 120 000              | 26.08.1941 | 0,5 Ag та 0,5 Cu                  | 25,0                  | 36,0        | 3,1         | рубчастий                                                                             | Чоловік з державними регаліями, напис «Jahre Burg und Stadt Meissen», знак монетного двору, рік випуску                                         | Орел, внутрішнє кільце, номінал, напис «Deutsches Reich» |        | Файл:5 RM Meissen RS.jpgФайл:5 Mark Meissen VS.jpg |
| 3 RM | 1929 (з нагоди 10-річчя Веймарської Конституції)                      | A, D, E, F, G, J |                      | 26.08.1941 | 0,5 Ag та 0,5 Cu                  | 15,0                  | 30,1        | 2,8         | карбований, напис «Einigkeit und Recht und Freiheit»                                  | Жест "Справедливості", внутрішнє кільце, дата прийняття Веймарської Конституції, рік випуску, напис «Treu der Verfassung», знак монетного двору | Пауль фон Гінденбург у профіль, внутрішнє кільце, номінал, написи «Deutsches Reich» та «Hindenburg Reichs President»                                         |        |                                                    |
| 5 RM | 1929 (з нагоди 10-річчя Веймарської Конституції)                      | A, D, E, F, G, J |                      | 26.08.1941 | 0,5 Ag та 0,5 Cu                  | 25,0                  | 36,0        | 3,1         | рубчастий                                                                             | Жест "Справедливості", внутрішнє кільце, дата прийняття Веймарської Конституції, рік випуску, напис «Treu der Verfassung», знак монетного двору | Пауль фон Гінденбург у профіль, внутрішнє кільце, номінал, написи «Deutsches Reich» та «Hindenburg Reichs President»                                         |        |                                                    |
| 3 RM | 1930 (політ дирижабля «Граф Цеппелін»)                                | A, D, E, F, G, J |                      | 26.08.1941 | 0,5 Ag та 0,5 Cu                  | 15,0                  | 30,1        | 2,8         | карбований, напис «Einigkeit und Recht und Freiheit»                                  | Земля (планета), дирижабль «Граф Цеппелін», знак монетного двору, внутрішній круг, напис «Graf Zeppelin Weltflug 1929»                          | Орел, номінал, напис «Deutsches Reich», рік випуску |        |                                                    |
| 5 RM | 1930 (політ дирижабля «Граф Цеппелін»)                                | A, D, E, F, G, J |                      | 26.08.1941 | 0,5 Ag та 0,5 Cu                  | 25,0                  | 36,1        | 3,1         | рубчастий                                                                             | Земля (планета), дирижабль «Граф Цеппелін», знак монетного двору, внутрішній круг, напис «Graf Zeppelin Weltflug 1929»                          | Орел, номінал, напис «Deutsches Reich», рік випуску |        |                                                    |
| 3 RM | 1930 (700 років з дня смерті Вальтера фон дер Фогельвейде)            | A, D, E, F, G, J |                      | 26.08.1941 | 0,5 Ag та 0,5 Cu                  | 15,0                  | 30,1        | 2,8         | карбований, напис «Einigkeit und Recht und Freiheit»                                  | В. Фогельвейде, напис «Walther von der degelwei oe», знак монетного двору, рік випуску                                                          | Щит з зображенням орла, внутрішнє кільце, номінал, напис «Deutsches Reich»                                                                                   |        |                                                    |
| 3 RM | 1930 (Визволення Рейнланда)                                           | A, D, E, F, G, J |                      | 26.08.1941 | 0,5 Ag та 0,5 Cu                  | 15,0                  | 30,1        | 2,8         | карбований, напис «Einigkeit und Recht und Freiheit»                                  | Орел на мостові, внутрішній круг, рік випуску, напис «Der Rhein Deutschlands Strom · nicht Deutschlands Grenze», знак монетного двору           | Герб Рейнланда, внутрішній круг, номінал, напис «Deutsches Reich», дубовий орнамент                                                                          |        |                                                    |
| 5 RM | 1930 (Визволення Рейнланда)                                           | A, D, E, F, G, J |                      | 26.08.1941 | 0,5 Ag та 0,5 Cu                  | 25,0                  | 36,0        | 3,1         | рубчастий                                                                             | Орел на мостові, внутрішній круг, рік випуску, напис «Der Rhein Deutschlands Strom · nicht Deutschlands Grenze», знак монетного двору           | Герб Рейнланда, внутрішній круг, номінал, напис «Deutsches Reich», дубовий орнамент                                                                          |        |                                                    |
| 3 RM | 1931 (з нагоди 300-річчя відновлення Магдебурга)                      | A | 100 000              | 26.08.1941 | 0,5 Ag та 0,5 Cu                  | 15,0                  | 30,1        | 2,8         | карбований, напис «Einigkeit und Recht und Freiheit»                                  | Панорама, герб та рік відновлення м. Магдебурга, рік випуску, напис «Magdeburg - Wiedergeburt nach Zwietracht und Not»                          | Герб Магдебурга, знак монетного двору, внутрішній круг, номінал, напис «Deutsches Reich»                                                                     |        |                                                    |
| 3 RM | 1931 (100 років з дня смерті барона Генріха фон Штейна)               | A | 150 000              | 26.08.1941 | 0,5 Ag та 0,5 Cu                  | 15,0                  | 30,1        | 2,8         | карбований, напис «Einigkeit und Recht und Freiheit»                                  | Генріх фон Штейн у профіль, напис «Ich habe nur ein Vaterland und das hei?t Deutschland» (У мене є тільки одна країна, і це Німеччина)          | Орел, номінал, напис «Deutsches Reich», рік смерті Г. Штейна, рік випуску, знак монетного двору                                                              |        |                                                    |
| 3 RM | 1932 (100 років з дня смерті Йоганна Вольфганга фон Гете)             | A, D, E, F, G, J |                      | 26.08.1941 | 0,5 Ag та 0,5 Cu                  | 15,0                  | 30,1        | 2,8         | карбований, напис «Allen Gewalten Zum Trutz sich erhalten»                            | Йоганн Вольфганг фон Гете у профіль | Орел, номінал, напис «Deutsches Reich», рік смерті Й. В. Гете, рік випуску, знак монетного двору                                                             |        |                                                    |
| 5 RM | 1932 (100 років з дня смерті Йоганна Вольфганга фон Гете)             | A, D, E, F, G, J |                      | 26.08.1941 | 0,5 Ag та 0,5 Cu                  | 25,0                  | 36,0        | 3,1         | карбований, напис «Allen Gewalten Zum Trutz sich erhalten»                            | Йоганн Вольфганг фон Гете у профіль | Орел, номінал, напис «Deutsches Reich», рік смерті Й. В. Гете, рік випуску, знак монетного двору                                                             |        |                                                    |
| 2 RM | 1933 (з нагоди 450-річчя з дня народження Мартіна Лютера)             | A, D, E, F, G, J | 1 000 100            | 26.08.1941 | 0,625 Ag та 0,375 Cu (625 срібло) | 8,0, з них 5,0 г Ag   | 25,0        | 2,0         | карбований, напис «Ein feste Burg ist unser Gott»                                     | Мартін Лютер у профіль, роки його життя | Орел, номінал, напис «Deutsches Reich» |        |                                                    |
| 5 RM | 1933 (з нагоди 450-річчя з дня народження Мартіна Лютера)             | A, D, E, F, G, J | 200 000              | 26.08.1941 | 0,900 Ag та 0,100 Cu (900 срібло) | 13,9, з них 12,5 г Ag | 29,0        | 2,2         | карбований, напис «Ein feste Burg ist unser Gott»                                     | Мартін Лютер у профіль, роки його життя | Орел, номінал, напис «Deutsches Reich» |        |                                                    |
| 2 RM | 1934 (з нагоди 175-річчя з дня народження Йоганна-Фрідріха Шиллера)   | F | 300 000              | 26.08.1941 | 0,625 Ag та 0,375 Cu              | 8,0                   | 25,0        | 2,0         | карбований, напис «Ans Vaterland, ans teure, schlie? dich an»                         | Йоганн-Фрідріх Шиллер у профіль, роки його життя, дубовий орнамент                                                                              | Орел, номінал, напис «Deutsches Reich», дубовий орнамент |        |                                                    |
| 5 RM | 1934 (з нагоди 175-річчя з дня народження Йоганна-Фрідріха Шиллера)   | F | 100 000              | 26.08.1941 | 0,900 Ag та 0,100 Cu              | 13,9                  | 29,0        | 2,2         | карбований, напис «Ans Vaterland, ans teure, schlie? dich an»                         | Йоганн-Фрідріх Шиллер у профіль, роки його життя, дубовий орнамент                                                                              | Орел, номінал, напис «Deutsches Reich», дубовий орнамент |        |                                                    |
| 2 RM | 1934 (з нагоди 1-ї річниці влади нацистів)                            | A, D, E, F, G, J | 5 000                | 26.08.1941 | 0,625 Ag та 0,375 Cu              | 8,0                   | 25,0        | 2,0         | карбований, напис «Gemeinnutz geht vor Eigennutz» (Суспільні інтереси вище особистих) | Гарнізонна церква (Потсдам), напис «21. Marz 1933», знак монетного двору                                                                        | Орел, свастика, напис «Deutsches Reich», рік випуску |        |                                                    |
| 5 RM | 1934 (з нагоди 1-ї річниці влади нацистів)                            | A, D, E, F, G, J | 4 000 400            | 26.08.1941 | 0,900 Ag та 0,100 Cu              | 13,9                  | 29,0        | 2,2         | карбований, напис «Gemeinnutz geht vor Eigennutz»                                     | Гарнізонна церква (Потсдам), напис «21. Marz 1933», знак монетного двору                                                                        | Орел, свастика, напис «Deutsches Reich», рік випуску |        |                                                    |
| 5 RM | 1934—1935 (з нагоди 1-ї річниці влади нацистів)                       | A, D, E, F, G, J | 70 000               | 26.08.1941 | 0,900 Ag та 0,100 Cu              | 13,9                  | 29,0        | 2,2         | карбований, напис «Gemeinnutz geht vor Eigennutz»                                     | Гарнізонна церква (Потсдам), знак монетного двору                                                                                               | Орел, свастика, напис «Deutsches Reich», рік випуску |        |                                                    |
| 2 RM | 1936—1939 (в пам'ять про Пауля фон Гінденбурга)                       | 1936 D, E, G, J; 1937 A, D, E, F, G, J; 1938—1939 A, B, D, E, F, G, J                                                              | 129 304 279          | 26.08.1941 | 0,625 Ag та 0,375 Cu              | 8,0                   | 25,0        | 2,0         | карбований, напис «Gemeinnutz geht vor Eigennutz»                                     | Пауль фон Гінденбург у профіль, роки його життя, знак монетного двору                                                                           | Орел, дубовий вінок, свастика, номінал, напис «Deutsches Reich», рік випуску                                                                                 |        |                                                    |
| 5 RM | 1935—1936 (в пам'ять про Пауля фон Гінденбурга)                       | A, D, E, F, G, J | 91 082 400           | 26.08.1941 | 0,9 Ag та 0,1 Cu                  | 13,9                  | 29,0        | 2,2         | карбований, напис «Gemeinnutz geht vor Eigennutz»                                     | Пауль фон Гінденбург у профіль, роки його життя, знак монетного двору                                                                           | Орел, номінал, напис «Deutsches Reich», рік випуску |        |                                                    |
| 5 RM | 1936—1939 (в пам'ять про Пауля фон Гінденбурга)                       | 1936—1938 A, D, E, F, G, J; 1939 A, B, D, E, F, G, J                                                                               | 52 516 547           | 26.08.1941 | 0,9 Ag та 0,1 Cu                  | 13,9                  | 29,0        | 2,2         | карбований, напис «Gemeinnutz geht vor Eigennutz»                                     | Пауль фон Гінденбург у профіль, роки його життя, знак монетного двору                                                                           | Орел, дубовий вінок, свастика, номінал, напис «Deutsches Reich», рік випуску                                                                                 |        |                                                    |
| Примітки: Обсяги карбування монет 1. 2. 3. 4. 5. 6. 7. 8. 9. 10. 11. 12. 13. 14. 15. 16. 17. 18. 19. 20. 21. 22. 23. 24. 25. 26. 27. 28. 29. 30. |                                                                       | |                      | |                                   |                       |             |             |                                                                                       | | |        |                                                    |

### Модифікація монет
1. Веймарський зразок (1924—1936). Відмінні риси: колоски зерна, орел.
2. Нацистський зразок (1936—1940). Розпорядчими документами від 5 листопада 1935 року та 7 березня 1936 року керівництвом Німецького Рейху затверджена нова геральдична конструкція, яка складалася зі свастики, розміщеної в центрі дубового вінка та орла, що постає на вінкові з розпростертими крилами і повернутою в право головою. Тому починаючи з 1936 року головним елементом банківських монет стає нова державна емблема Третього Рейху. Виключенням стала лише нікелева 1 RM, випущена 1933 року, яка залишалася незмінною до кінця її карбування, 1939 року.
3. Воєнний зразок (1940—1945). Враховуючи брак родовищ нікелю, міді та срібла, а також їх необхідність для військових потреб, монетним дворам ще в 1935 році було доручено підготувати відповідні технології для швидкої масової заміни нікелевих, мідних та срібних монет на аналоги з інших металів. Починаючи з 1 серпня 1939 року монети з вмістом міді та нікелю, а з 1 березня 1940 року і срібла були демонетизовані — поступово вилучалися з ужитку та перестали виконувати роль законного платіжного засобу. Натомість з 1 березня 1940 року в обіг надійшли низькопробні монети з алюмінію та цинку рівноцінні по номіналу вилученим.
4. Союзний зразок (1945—1948). Після закінчення існування нацистського Німецького Рейху, окупаційні адміністрації країн-переможців зіткнулися з цілою низкою проблем. Однією з них було забезпечення відновлення зруйнованої економіки Німеччини. У зайнятих Союзниками областях гостро відчувалася нестача розмінних грошей невеликого номіналу. Це призвело до того, що на монетних дворах стали карбувати монети номіналом в 1, 5 і 10 пфенігів, які повністю відповідали своїм аналогам 1940—1945 років, за винятком напису «DEUTSCHES REICH» та свастики, які були вилучені.

### Монетні двори
Монети райхсмарки в Німецькому Рейху карбувалися спочатку на 6 монетних дворах у Берліні, Мюнхені, Фрайберзі, Штутгарті, Карлсруе та Гамбурзі, а після аншлюсу Австрії в 1938 році випуск монет розпочався і у Відні. Про походження тієї чи іншої монети свідчить знак монетного двору — викарбувана на монеті відповідна буква. Майже всі монетні двори працювали, як у воєнний період так і у після воєнний. Навіть у 1945 році невеликими тиражами були випущені монети в Берліні і Фрайберзі. Виключенням стали лише Віденський головний монетний двір, який відійшов у підпорядкування Союзного військового командування, діючих на окупаційних зонах в Австрії, та Гамбурзький монетний двір, який у 1943 році під час бомбардування був практично повністю зруйнований і відбудований лише у 1948 році.
У зв'язку з різним тиражем, на сьогодні вартість монет однакового номіналу, того ж року, однак викарбуваних на різних монетних дворах, може відрізнятися на порядки.
| A | Прусський державний монетний двір, з 1947 року — Монетний двір Берліна | 1924—1933 Веймарська республіка, Берлін 1933—1945 Третій Рейх, Берлін 1945—1948 Окупаційні зони Німеччини, Берлін       | Державний монетний двір Берліна Німеччина, Берлін             |
| B | Віденський головний монетний двір                                      | 1939—1944 Третій Рейх, Відень                                                                                           | Австрійський монетний двір Австрія, Відень                    |
| D | Баварський державний монетний двір                                     | 1924—1933 Веймарська республіка, Мюнхен 1933—1945 Третій Рейх, Мюнхен 1945—1947 Окупаційні зони Німеччини, Мюнхен       | Баварський центральний монетний двір Німеччина, Мюнхен        |
| E | Монетний двір Мюльденхуттена                                           | 1924—1933 Веймарська республіка, Фрайберг 1933—1945 Третій Рейх, Фрайберг 1945—1948 Окупаційні зони Німеччини, Фрайберг | —                                                             |
| F | Державний монетний двір Штутгарта                                      | 1924—1933 Веймарська республіка, Штутгарт 1933—1945 Третій Рейх, Штутгарт 1945—1948 Окупаційні зони Німеччини, Штутгарт | Державний монетний двір Баден-Вюртемберга Німеччина, Штутгарт |
| G | Державний монетний двір Карлсруе                                       | 1924—1933 Веймарська республіка, Карлсруе 1933—1945 Третій Рейх, Карлсруе 1945—1946 Окупаційні зони Німеччини, Карлсруе | Державний монетний двір Баден-Вюртемберга Німеччина, Карлсруе |
| J | Монетний двір Гамбурга                                                 | 1924—1933 Веймарська республіка, Гамбург 1933—1944 Третій Рейх, Гамбург                                                 | Монетний двір Гамбурга Німеччина, Гамбург                     |

## Зона обігу райхсмарки
| Зона обігу райхсмарки | Зона обігу райхсмарки | Зона обігу райхсмарки | Зона обігу райхсмарки | Зона обігу райхсмарки | Зона обігу райхсмарки | Зона обігу райхсмарки | Зона обігу райхсмарки | Зона обігу райхсмарки | Зона обігу райхсмарки | Зона обігу райхсмарки | Зона обігу райхсмарки | Зона обігу райхсмарки | Зона обігу райхсмарки |
| Попередник | | Наступник |                       |                       |                       |                       |                       |                       |                       |                       |                       |                       |                       |
| --- | --- | --- | --------------------- | --------------------- | --------------------- | --------------------- | --------------------- | --------------------- | --------------------- | --------------------- | --------------------- | --------------------- | --------------------- |
| Території на яких райхсмарка була основною валютою | | |                       |                       |                       |                       |                       |                       |                       |                       |                       |                       |                       |
| Рентна марка (DEN) Золота марка (DEG) Паперова марка (DEP) Місце: Німецький Рейх                                                                                | Німецька райхсмарка (DER) Німецька рентна марка (DEN) Період: 30.08.1924 – 01.09.1949 Місце: Німецький Рейх Причина: Знецінення паперової марки Співвідношення: 1 DER = 1 DEN = 1 DEG = 1012 DEP | Марка Союзного військового командування (DEA) Німецька марка (DEM) Купон Німецького емісійного банку (DDK) Німецька марка Німецького емісійного банку (DDM) Місце: Союзні окупаційні зони в Німеччині Причина: Поділ Німецького Рейху на Федеративну Республіку Німеччини та Німецьку Демократичну Республіку Співвідношення: 1 DEA = 1 DEM = 1 DDK = 1 DDM = 10 DER = 10 DEN |                       |                       |                       |                       |                       |                       |                       |                       |                       |                       |                       |
| Саарський франк (SAAF) Французький франк (FRG) Місце: Союзна окупаційна зона Саар                                                                               | Німецька райхсмарка (DER) Німецька рентна марка (DEN) Період: 01.03.1935 – 15.12.1947 Місце: Гау Західна марка (до 11.03.1941 – земля Саар) Німецького Рейху Причина: Плебісцит і возз'єднання з Німеччиною Співвідношення: 1 DER = 20 FRG = 20 SAAF | Саарська марка (SAAM) Саарський франк (SAAF) Французький франк (FRG) Місце: Протекторат Франції Саар Причина: створення протекторату Франції Співвідношення: 1 SAAM = 1 DER = 0,05 FRG = 0,05 FRF |                       |                       |                       |                       |                       |                       |                       |                       |                       |                       |                       |
| Австрійський шилінг (ATO) Місце: Федеральна Держава Австрія | Німецька райхсмарка (DER) Німецька рентна марка (DEN) Період: 13.03.1938 – 30.11.1945 Місце: Альпійські та дунайські райхсгау (до 1939 – рейсгау Східна марка) Німецького Рейху Причина: Анексія Австрії Німеччиною (аншлюс) Співвідношення: 1 DER = 1,5 ATO | Австрійський шилінг (ATO) Окупаційна валюта Австрії (ATM) Місце: Союзні окупаційні зони в Австрії Причина: окупація Австрії Союзниками Співвідношення: 1 ATO = 1 DER = 3 ATM (обмін обмежено до 150 шилінгів на людину) |                       |                       |                       |                       |                       |                       |                       |                       |                       |                       |                       |
| Чехословацька крона (CSO) Місце: Прикордонні території Богемії та Моравіє-Сілезії Чехословацької Республіки                                                     | Німецька райхсмарка (DER) Німецька рентна марка (DEN) Період: 30.09.1938 – 13.05.1945 Місце: Гау Байройт (до 1942 — Байройтська східна марка), райхсгау Судетенланд, Верхня Сілезія, Верхній та Нижній Дунай Німецького Рейху Причина: Мюнхенська змова, часткова анексія Чехословаччини Німеччиною Співвідношення: 1 DER = 1 DEN = 6 CSO                                                 | Чехословацька крона (CSO) Чехословацька крона СРСР (CSR) Місце: Прикордонні території Богемії та Моравіє-Сілезії Чехословацької Республіки Причина: відновлення суверенітету Чехословаччини Співвідношення: 1 CSO = 1 CSR (обмін обмежено до 500 крон на людину) |                       |                       |                       |                       |                       |                       |                       |                       |                       |                       |                       |
| Чехословацька крона (CSO) Місце: Богемія та Моравіє-Сілезія Чехо-словацької Республіки                                                                          | Німецька райхсмарка (DER) Німецька рентна марка (DEN) Крона Богемії и Моравії (CSM) Період: 15.03.1939 – 13.05.1945 Місце: Райхспротекторат Богемії та Моравії Причина: Окупація Чехословаччини та об'явлення протекторату Німеччини Співвідношення: 1 DER = 1 DEN = 10 CSM = 10 CSO | Чехословацька крона (CSO) Чехословацька крона СРСР (CSR) Місце: Богемія та Моравіє-Сілезія Чехословацької Республіки Причина: відновлення суверенітету Чехословаччини Співвідношення: 1 CSO = 1 CSR (обмін обмежено до 500 крон на людину) |                       |                       |                       |                       |                       |                       |                       |                       |                       |                       |                       |
| Литовський лит (LTB) Місце: Клайпедський край Литовської республіки                                                                                             | Німецька райхсмарка (DER) Німецька рентна марка (DEN) Період: 23.03.1939 – 28.01.1945 Місце: Гау Східна Прусія Німецького Рейху Причина: Уступка Клайпедського краю Литвою Німеччині Співвідношення: 1 DER = 2,5 LTB | Радянський рубль (SUG) Місце: Клайпедський край Литовської радянської соціалістичної республіки СРСР Причина: повернення території Литовській РСР Співвідношення: 1 SUG = 0,5 DER |                       |                       |                       |                       |                       |                       |                       |                       |                       |                       |                       |
| Данцигський гульден (DZGG) Місце: Вільне місто Данциг | Німецька райхсмарка (DER) Німецька рентна марка (DEN) Період: 02.09.1939 – 02.08.1945 Місце: Райхсгау Данциг-Західна Прусія (до 29.01.1940 – райхсгау Данциг) Німецького Рейху Причина: Анексія Данцига Німеччиною Співвідношення: 7 DER = 10 DZGG | Польський злотий (PLO) Місце: Поморське воєводство Польської Народної Республіки Причина: Потсдамська конференція, передача території Польщі Співвідношення: 1 PLO = 0,5 DER |                       |                       |                       |                       |                       |                       |                       |                       |                       |                       |                       |
| Польський злотий (PLO) Місце: Польська Республіка | Німецька райхсмарка (DER) Німецька рентна марка (DEN) Період: 28.09.1939 – 02.08.1945 Місце: Гау Верхня Сілезія і Східна Прусія, райхсгау Вартеланд (до 29.01.1940 – Позен) і Данциг-Західна Прусія (до 29.01.1940 – Західна Прусія), Німецького Рейху Причина: Договір про дружбу та кордони між СРСР та Німеччиною, анексія та окупація Польщі Німеччиною Співвідношення: 1 DER = 2 PLO | Польський злотий (PLO) Місце: Польська Народна Республіка Причина: Потсдамська конференція, відновлення суверенітету Польщі Співвідношення: 1 PLO = 0,5 DER |                       |                       |                       |                       |                       |                       |                       |                       |                       |                       |                       |
| Бельгійський франк (BEF) Місце: Частина округу міста Верв'є провінції Льєж Королівства Бельгії                                                                  | Німецька райхсмарка (DER) Німецька рентна марка (DEN) Період: 18.05.1940 – 17.01.1945 Місце: Гау Кьольн-Аахен Німецького Рейху Причина: Анексія Ейпен-Мальмеді та Мореснет Бельгії Німеччиною Співвідношення: 1 DER = 12,5 BEF | Бельгійський франк (BEF) Місце: Частина округу міста Верв'є провінції Льєж Королівства Бельгії Причина: Відновлення суверенітету Бельгії Співвідношення: 1 BEF = 0,08 DER |                       |                       |                       |                       |                       |                       |                       |                       |                       |                       |                       |
| Люксембурзький франк (LUF) Бельгійський франк (BEF) Місце: Велике Герцогство Люксембург                                                                         | Німецька райхсмарка (DER) Німецька рентна марка (DEN) Період: 10.05.1940 – 11.09.1944 Місце: Область цивільного управління Люксембург гау Мозельланда Німецького Рейху Причина: Окупація та анексія Люксембургу Німеччиною Співвідношення: 1 DER = 10 LUF | Люксембурзький франк (LUF) Бельгійський франк (BEF) Місце: Велике Герцогство Люксембург Причина: Відновлення суверенітету Люксембургу Співвідношення: 1 LUF = ? DER |                       |                       |                       |                       |                       |                       |                       |                       |                       |                       |                       |
| Французький франк (FRG) Місце: Департаменти Верхній Рейн, Нижній Рейн та Мозель Французької Республіки                                                          | Німецька райхсмарка (DER) Німецька рентна марка (DEN) Період: 22.06.1940 – 22.04.1945 Місце: Області цивільного управління Ельзас та Лотарингія гау Бадена та Західної марки Німецького Рейху Причина: Анексія Франції Німеччиною Співвідношення: 1 DER = 20 FRG | Французький франк (FRG) Місце: Департаменти Верхній Рейн, Нижній Рейн та Мозель Французької Республіки Причина: Відновлення суверенітету Франції Співвідношення: 1 FRG = ? DER |                       |                       |                       |                       |                       |                       |                       |                       |                       |                       |                       |
| Югославський динар (YUS) Місце: Частково Дравська бановина Королівства Югославії                                                                                | Німецька райхсмарка (DER) Німецька рентна марка (DEN) Період: 17.04.1941 – 07.03.1945 Місце: Області цивільного управління Каринтія, Крайна та Нижня Штирія райхсгау Каринтії і Штирії Німецького Рейху Причина: Анексія Югославії Німеччиною Співвідношення: 1 DER = 20 YUS | Югославський динар (YUF) Місце: Народна Республіка Словенія Демократичної Федеративної Югославії Причина: Відновлення суверенітету Югославії Співвідношення: 1 YUF = ? DER |                       |                       |                       |                       |                       |                       |                       |                       |                       |                       |                       |
| Радянський рубль (SUG) Місце: Білостоцька область Білоруської Радянської Соціалістичної Республіки СРСР                                                         | Німецька райхсмарка (DER) Німецька рентна марка (DEN) Період: 27.06.1941 – 16.08.1945 Місце: Область цивільного управління Білосток Німецького Рейху Причина: Окупація та часткова анексія СРСР Німеччиною Співвідношення: 1 DER = 0,1 SUG | Радянський рубль (SUG) Польський злотий (PLO) Місце: Білостоцьке воєводство Польської Народної Республіки та Гродненська область Білоруської РСР СРСР Причина: відновлення суверенітету Польщі та розподіл території згідно Договору про державні кордони між Польщею та СРСР Співвідношення: 1 SUG = 1 PLO = 0,5 DER                                                         |                       |                       |                       |                       |                       |                       |                       |                       |                       |                       |                       |
| Італійська ліра (ITL) Місце: Провінції Любляна, Фріулі, Гориця і Градишка, Трієст, Істрія (Пула), Рієка (Фіуме), Тренто, Беллуно та Больцано Королівства Італія | Німецька райхсмарка (DER) Німецька рентна марка (DEN) Період: 10.09.1943 – 09.05.1945 Місце: Оперативні Зони Адріатичного Узбережжя та Передні Альпи Німецького Рейху Причина: Анексія Італії Німеччиною Співвідношення: 1 DER = 10 ITL | Югославський динар (YUF) Ліра Союзного військового командування (ITA, ITB) Місце: Народна Республіка Словенія Демократичної Федеративної Югославії та Трентіно-Альто-Адідже, Фріулі-Венеція-Джулія і Венето (Беллуно) Королівства Італія Причина: Відновлення суверенітету Югославії та повернення Італії її територій Співвідношення: 1 YUF = 1 ITA = 1 ITB = 0,1 DER        |                       |                       |                       |                       |                       |                       |                       |                       |                       |                       |                       |
| Території на яких райхсмарка була допоміжною валютою | | |                       |                       |                       |                       |                       |                       |                       |                       |                       |                       |                       |
| Польський злотий (PLO) Місце: Польська Республіка | Німецька райхсмарка (DERK) Період: 28.09.1939 – 08.04.1940 Місце: Генерал-губернаторство Німецького Рейху Причина: Договір про дружбу та кордони між СРСР та Німеччиною, анексія та окупація Польщі Німеччиною Співвідношення: 1 DERK = 2 PLO | Злотий Емісійного банку в Польщі (PLK) Місце: Генерал-губернаторство Німецького Рейху Причина: Грошова реформа Співвідношення: 1 PLK = 0,5 DER |                       |                       |                       |                       |                       |                       |                       |                       |                       |                       |                       |
| Данська крона (DKK) Місце: Королівство Данія | Данська крона (DKK) Німецька райхсмарка (DERK) Період: 09.04.1940 – 04.05.1945 Місце: Королівство Данія Причина: Окупація Данії Німеччиною зі збереженням довоєнного режиму, а з 29.08.1943 введення військової адміністрації Співвідношення: 1 DER = 1 DKK | Данська крона (DKK) Місце: Королівство Данія Причина: Підписання акта про капітуляцію німецьких військових сил в північно-західній Німеччині, Нідерландах, Шлезвіг-Гольштейні та Данії, ліквідація військової адміністрації Співвідношення: 1 DKK = 1 DER |                       |                       |                       |                       |                       |                       |                       |                       |                       |                       |                       |
| Нідерландський гульден (NLG) Місце: Королівство Нідерландів | Нідерландський гульден (NLG) Німецька райхсмарка (DERK) Період: 17.05.1940 – 04.05.1945 Місце: Райхскомісаріат Нідерланди Третього Рейху Причина: Окупація та анексія Нідерландів Німеччиною Співвідношення: 1 DER = ? NLG | Нідерландський гульден (NLG) Місце: Королівство Нідерландів Причина: Відновлення суверенітету Нідерландів Співвідношення: 1 NLG = ? DER |                       |                       |                       |                       |                       |                       |                       |                       |                       |                       |                       |